# Leiostyla
Leiostyla é um género de gastrópode  da família Pupillidae.
Este género contém as seguintes espécies:
- Leiostyla anglica
- Leiostyla abbreviata
- Leiostyla callathiscus
- Leiostyla cassida
- Leiostyla cheiligona
- Leiostyla concinna
- Leiostyla corneocostata
- Leiostyla degenerata
- Leiostyla ferraria
- Leiostyla filicum
- Leiostyla fusca
- Leiostyla fuscidula
- Leiostyla gibba
- Leiostyla heterodon
- Leiostyla laevigata
- Leiostyla laurinea
- Leiostyla monticola
- Leiostyla relevata
- Leiostyla simulator
- Leiostyla vermiculosa
- Leiostyla vincta
- Leiostyla lamellosa